# Galeria Sławy fińskiego hokeja na lodzie
Galeria Sławy fińskiego hokeja na lodzie (fiń. Luettelo jääkiekkoleijonista) – narodowa galeria sławy w hokeju na lodzie w Finlandii.
Została założona w 1985 roku celem upamiętnienia zasłużonych fińskich zawodników, trenerów i działaczy hokejowych.
Mieści się w Fińskim Muzeum Hokeja na Lodzie (Suomen Jääkiekkomuseo) w Centrum Muzeum Vapriikki w Tampere.
Większość przyjętych jest narodowości fińskiej, jednak kilku uhonorowanych jest innej narodowości.

## Lista uhonorowanych
(na podstawie materiału źródłowego)
| - 1. Kauko Karvonen - 2. Aaro Kivilinna - 3. Erkki Saarinen - 4. Holger Granström - 5. Risto Lindroos - 6. Keijo Kuusela - 7. Juhani Linkosuo - 8. Pentti Isotalo - 9. Matti Rintakoski - 10. Aarne Honkavaara - 11. Eero Salisma - 12. Henry Kvist - 13. Kalle Havulinna - 14. Matti Karumaa - 15. Lotfi Nasib - 16. Jukka Wuolio - 17. Unto Wiitala - 18. Jouko Autero - 19. Harry Lindblad - 20. Jarl Ohlson - 21. Yrjö Hakala - 22. Ossi Kauppi - 23. Tuomo Lindroos - 24. Christian Rapp - 25. Joe Wirkkunen - 26. Esko Niemi - 27. Matti Lampainen - 28. Erkki Koiso - 29. Teppo Rastio - 30. Raimo Kilpiö - 31. Esko Luostarinen - 32. Pertti Nieminen - 33. Heino Pulli - 34. Juhani Lahtinen - 35. Sakari Sillankorva - 36. Jarmo Wasama - 37. Otto Wuorio - 38. Esko Rekomaa - 39. Seppo Liitsola - 40. Mauno Nurmi - 41. Voitto Soini - 42. Jouni Seistamo - 43. Juhani Wahlsten - 44. Kalevi Numminen - 45. Seppo Nikkilä - 46. Teuvo Myyryläinen - 47. Jorma Suokko - 48. Matti Reunamäki - 49. Lasse Heikkilä - 50. Matti Keinonen - 51. Seppo Lindström - 52. Lalli Partinen - 53. Lasse Oksanen - 54. Raimo Sepponen - 55. Carl-Magnus Brander |  | - 56. Jorma Nykänen - 57. Paavo Pitkänen - 58. Antti Heikkilä - 59. Reijo Hakanen - 60. Jorma Peltonen - 61. Urpo Ylönen - 62. Ilkka Mesikämmen - 63. Esko Paltanen - 64. Ilpo Koskela - 65. Juha Rantasila - 66. Jorma Vehmanen - 67. Jorma Valtonen - 68. Pekka Marjamäki - 69. Esa Peltonen - 70. Antti Leppänen - 71. Seppo Repo - 72. Veli-Pekka Ketola - 73. Karl-Gustav Kaisla - 74. Matias Helenius - 75. Lauri Mononen - 76. Harri Linnonmaa - 77. Matti Murto - 78. Heikki Riihiranta - 79. Juhani Tamminen - 80. Timo Nummelin - 81. Timo Sutinen - 82. Göran Stubb - 83. Usko Teromaa - 84. Pentti Lund - 85. Hannu Haapalainen - 86. Pertti Koivulahti - 87. Reijo Leppänen - 88. Seppo Suoraniemi - 89. Pertti Valkeapää - 90. Seppo Ahokainen - 91. Pekka Rautakallio - 92. Martti Jarkko - 93. Lasse Vanhanen - 94. Eero Saari - 95. Esko Tie - 96. Lasse Litma - 97. Jukka Porvari - 98. Matti Hagman - 99. Kari Makkonen - 100. Tapio Levo - 101. Mikko Leinonen - 102. Pertti Juhola - 103. Teuvo Honkalinna - 104. Henry Leppä - 105. Kari Eloranta - 106. Kalervo Kummola - 107. Ilkka Sinisalo - 108. Erkki Lehtonen - 109. Teemu Hiltunen - 110. Tapio Koskinen |  | - 111. Markus Mattsson - 112. Risto Siltanen - 113. Jari Kurri - 114. Pertti Lehtonen - 115. Hannu Kamppuri - 116. Matti Forss - 117. Kai Hietarinta - 118. Aulis Virtanen - 119. Antero Karapalo - 120. Timo Susi - 121. Arto Javanainen - 122. Reijo Ruotsalainen - 123. Kari Jalonen - 124. Pekka Tuomisto - 125. Frank Moberg - 126. Arto Lehtiö - 127. Timo Blomqvist - 128. Tomi Mäkipää - 129. Jorma Salmi - 130. Jukka Tammi - 131. Arto Ruotanen - 132. Timo Jutila - 133. Hannu Virta - 134. Christian Ruuttu - 135. Pentti Matikainen - 136. Seppo Mäkelä - 137. Pentti Lindegren - 138. Risto Jalo - 139. Mikko Mäkelä - 140. Esa Keskinen - 141. Petri Skriko - 142. Raimo Summanen - 143. Esa Tikkanen - 144. Timo Turunen - 145. Stig Wetzell - 146. Augustin Bubník - 147. Carl Brewer - 148. Curt Lindström - 149. Alpo Suhonen - 150. Hilpas Sulin - 151. Jarmo Jalarvo - 152. Seppo Helle - 153. Aimo Mäkinen - 154. Martin Saarikangas - 155. Juhani Ikonen - 156. Anssi Kukkonen - 157. Juhani Syvänen - 158. Hannu Lindroos - 159. Hannu Kapanen - 160. Markus Ketterer - 161. Sakari Lindfors - 162. Jari Lindroos - 163. Reijo Mikkolainen - 164. Mika Nieminen - 165. Marko Palo |  | - 166. Jouni Rinne - 167. Rauno Korpi - 168. Janne Rautavuori - 169. Lasse Laukkanen - 170. Hannu Ansas - 171. Harri Lintumäki - 172. Tapani Mattila - 173. Ville Siren - 174. Simo Saarinen - 175. Pekka Järvelä - 176. Hannu Järvenpää - 177. Pekka Arbelius - 178. Timo Saarikoski - 179. Kari Takko - 180. Darren Boyko - 181. Otakar Janecký - 182. Hannu Aravirta - 183. Hannu Jortikka - 184. Jarmo Männistö - 185. Harry Bogomoloff - 186. Urpo Helkovaara - 187. Marianne Ihalainen - 188. Riikka Välilä - 189. Janne Laukkanen - 190. Antti Törmänen - 191. Anssi Koskinen - 192. Raimo Helminen - 193. Erik Hämäläinen - 194. Sari Krooks - 195. Tero Lehterä - 196. Jyrki Lumme - 197. Jarmo Myllys - 198. Juha Ylönen - 199. Władimir Jurzinow - 200. Erkka Westerlund - 201. Rainer Grannas - 202. Teppo Numminen - 203. Matti Rautiainen - 204. Rauno Mokka - 205. Matti Väisänen - 206. Janne Ojanen - 207. Jere Lehtinen - 208. Marko Kiprusoff - 209. Mika Strömberg - 210. Jukka Jalonen - 211. Kimmo Leinonen - Aki Berg - Juha Lind - Pasi Nurminen - Timo Peltomaa - Hannu Soro - Pertti Kontto - Esa Sulkava |